# Теодора Малчева
Теодора Малчева е българска състезателка по ски бягане.
Участвала е в олимпийските игри във Ванкувър през 2010 г. и Сочи 2014 и на световните първенства в Оберстдорф през 2005 г., Либерец през 2009 г., Осло през 2011 г. и във Вал ди Фиеме през 2013 г.
Григорова-Бургова дебютира в състезание от Световната купа по ски бягане на 21 ноември 2009 г. в Бейтостьолен, Норвегия. Най-доброто ѝ класиране за Световната купа е 45-о място в спринт свободен стил в Либерец, Чехия, на 15 януари 2011 г.
На зимните олимпийски игри във Ванкувър през 2010 г. участва в 10 км свободен стил (65-о място), а на Игрите в Сочи през 2014 г. – в спринта свободен стил (54-то място).